# Udo Stark
Udo Stark (* 21. November 1947 in Westerland auf Sylt) war bis Ende 2007 Vorsitzender des Vorstands der MTU Aero Engines Holding AG.

## Leben
Nach Abschluss des Studiums der Betriebswirtschaft in Tübingen und Saarbrücken mit dem Abschluss Diplom-Kaufmann begann Udo Stark 1970 seine berufliche Karriere bei den Röchlingschen Eisen- und Stahlwerken. Von 1971 bis 1973 absolvierte er ein MBA-Programm an der Harvard Business School in Boston. Im Anschluss daran arbeitete er bis 1991 in internationalen Führungspositionen beim niederländischen Akzo-Nobel-Konzern, zuletzt als Vorstandsvorsitzender der Enka AG sowie der Enka bv, in denen das weltweite Chemiefaser- und Kunststoffgeschäft des Akzo-Konzerns zusammengefasst war.
Von 1991 bis 2000 leitete er die börsennotierte Anlagen- und Maschinenbaugruppe Agiv AG. 2001 wurde Udo Stark Vorsitzender des Gesellschafter-Ausschusses der Messer Griesheim GmbH, als diese im Zuge der Restrukturierung des Hoechst-Konzerns von Finanzinvestoren erworben wurde. 2003 löste er Karl-Josef Neukirchen im Vorstandsvorsitz der ehemaligen Metallgesellschaft ab, die damals unter mg technologies AG firmierte. Seit dem 1. Januar 2005 war Udo Stark zunächst Vorsitzender der Geschäftsleitung, seit Mai 2005 Vorstandsvorsitzender des größten deutschen Triebwerksbauers MTU Aero Engines Holding AG, der im Juni 2005 von ihm an die Börse gebracht wurde.
Im März 2007 erklärte Stark seinen Rückzug als Vorstandsvorsitzender der MTU Aero Engines nach Vollendung des 60. Lebensjahres. Im Februar 2008 wurde er in den Aufsichtsrat der MTU bestellt und übte diese Aufgabe bis zur Hauptversammlung im Mai 2013 aus.
Stark war Aufsichtsratsmitglied bei einer Reihe europäischer Industrie- und Dienstleistungsunternehmen. Darunter von Mai 2003 bis Mai 2016 bei der Bilfinger Berger AG, wo er mehrere Jahre lang den Prüfungsausschuss leitete. Bei der Stabilus S.A. war Stark in der Zeit von Mai 2014 bis Februar 2018 sowie von August 2018 bis Juli 2019 Vorsitzender des Aufsichtsrats; kurz nach seiner Amtsübernahme im Jahr 2014 erfolgte die Börsenplatzierung der zuvor in Private-Equity-Besitz befindlichen Gesellschaft. Zu anderweitigen Mandaten von Stark gehörten u. a. die Prysmian S.p.A. (Mailand) und die Cognis Holding (Luxemburg), ferner Balfour Beatty (London) und Messer Griesheim (Deutschland). Er hat Private-Equity-Fonds u. a. von Goldman Sachs (New York) und Triton (Deutschland) beraten.
Seit 2020 gilt sein Engagement der von ihm errichteten Stiftung Stark für Gegenwartskunst. Besondere internationale Erfolge mit Soloausstellungen im Museum für Moderne Kunst in Frankfurt (2021) sowie im Henry Moore Institute in Leeds (2022) erzielte die geförderte Südafrikanerin Lungiswa Gqunta.
Mandate in Aufsichts- und Beiräten übt Udo Stark nicht mehr aus.
Mit seiner Partnerin Christa-Maria Weisweiler lebt er in München und am Starnberger See. Er hat zwei Söhne.